# Austin és Ally (filmzene)
Az Austin és Ally című amerikai vígjátéksorozat filmzenéjét Ross Lynch énekelte el, aki a sorozatban Austin Moon-t, a feltörekvő fiatal énekest alakítja, azonban két számban - a "Crazy 4 U" és a "What Do I Have To Do" címűekben közreműködött saját családi zenekara, az R5. Az album 2012. szeptember 11-én jelent meg CD, és digitálisan letölthető formátumban, a Walt Disney Records kiadásában. A hossza 38 perc, amelyben főleg pop-rock, és stage & screen stílusú dalok találhatók.

## Számlista
1. Heard It On the Radio (2:39)
2. A Billion Hits (3:09)
3. Not a Love Song (3:02)
4. Illusion (2:17)
5. Na Na Na (The Summer Song) (2:24)
6. Double Take (2:25)
7. It's Me, It's You (2:59)
8. Heart Beat (3:06)
9. Better Together (2:27)
10. The Way That You Do (2:39)
11. Break Down the Walls (2:43)
12. Can't Do It Without You (főcímzene, 2:48)
13. Crazy 4 U (Ross Lynch & R5, 3:01)
14. What Do I HaveTo Do (Ross Lynch & R5, 3:04)